# Комора
Комора (енгл. supply train), позадинска војна јединица са возилима или запрежним животињама задужена за снабдевање борбених јединица храном и ратним материјалом. Војник који служи у комори назива се коморџија.

## Историја

### Први српски устанак
Појам и организација војничке коморе били су у Србији већ одомаћени у време Првог српског устанка (1804-1813). Тако Вук Караџић у првом издању Српског рјечника из 1818. наводи да реч комора у Србији, Босни и Херцеговини означава одељење које војсци на ратишту довози храну, при чему коморџије користе товарне коње са самаром. Колико се овај појам већ био одомаћио код Срба у то време, сведочи чињеница да се реч коморџије помиње у народним песмама тог времена, што Вук цитира у речнику из 1818.
У својим мемоарима, прота Матеја Ненадовић наводи да је током Првог српског устанка свако село имало по неколико људи са товарним коњима, који су се звали коморџије, који су војницима од куће доносили храну једном недељно - по седам ока брашна и мало соли.

### Српско-турски ратови (1876-1878)
Мита Петровић у својим успоменама из Српско-турских ратова (1876-1878) детаљно описује српску ратну комору тог времена, пошто је у Другом српско-турском рату учествовао као коморџија. У то време српска ратна комора састојала се из кола (са коњском или воловском запрегом) и коња са самарима. Комора се делила на стројеву, магацинску, муницијску и штабну:
- стројева комора је из магацина носила храну јединицама на ратишту и увек је носила за војском резервну храну за 4 дана.
- магацинска комора преносила је храну из даљих магацина у ближе.
- штабна комора ишла је за штабом бригаде и носила је канцеларијске потребе.
- муницијска комора носила је борцима на ратиште муницију и раздавала је војницима.[3]

Само стројева комора била је наоружана пушкама спредњачама, док су остале коморџије биле без оружја, а униформе није имао нико, већ су ратовали у свом оделу.